# Neoserica castanescens
Neoserica castanescens är en skalbaggsart som beskrevs av Moser 1915. Neoserica castanescens ingår i släktet Neoserica och familjen Melolonthidae. Inga underarter finns listade i Catalogue of Life.